# Avia BH-26
Avia BH-26 byl dvoumístný stíhací letoun vzniklý roku 1926 v Československu. 

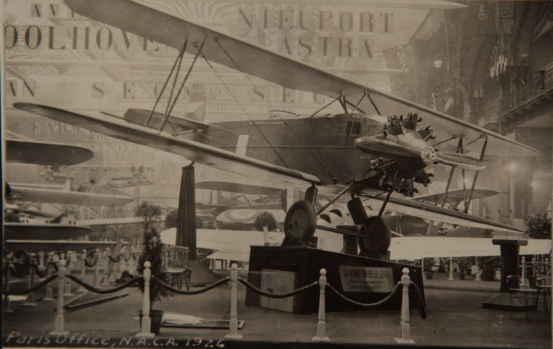
Prototyp BH-26 na Pařížském aerosalonu bez kýlovky (1926)

## Vznik a vývoj
V roce 1926 konstruktéři továrny Avia, Miloš Bondy a spol., továrna na letadla v Praze-Holešovicích, inženýři Pavel Beneš a Miroslav Hajn navrhli stíhací letoun Avia BH-26. Prototyp byl zalétán 6. května 1926 továrním pilotem Karlem Fritschem. Světovou premiéru si letoun odbyl na X.pařížském aerosalonu na podzim 1926. Stíhací letoun, dvoumístné bitevní letadlo BH-26, vzbudilo na tomto francouzském aerosalonu živý zájem. Letoun s motorem Walter-Jupiter 450 ks (Walter Jupiter IV) byl následně předváděn i v zahraničí. Tento stíhací letoun vynikal svým dostupem, BH-26 vystoupal na 8000 m, později tato hodnota byla ještě zvýšena na 8500 m (s plným zatížením 600 kg). Jak komentář v magazínu Letec vyzdvihl "v oboru stíhacích letadel je patrno, že se Avie dnes vypracovaly opravdové světovosti, k čemuž lze jak pp. konstruktérům Benešovi a Hajnovi, tak i řediteli Bondymu co nejupřímněji blahopřát." Tyto letouny byly posledními typy vzniklými za vedení firmy Milošem Bondym. V roce 1926 majitelé Miloš Bondy a spol. přistoupili k prodeji továrny Avia novému vlastníkovi, kterým se stal koncern Škoda, právě toto spojení umožnilo další rozvoj továrny.
V roce 1927 uspořádal Aeroklub RČs., opět po tříleté přestávce, mezinárodní leteckou výstavu (IV. ročník), která poskytla přehlídku toho, co bylo vykonáno v československém letectví od roku 1924, kdy se konal III. ročník. Továrna Avia, mající takřka světový primát v oboru stíhacích letounů, vystavovala v Praze stíhačku BH-26 a BH-33, školní letoun BH-29, pozorovatelský letoun BH-28 a dopravní letoun BH-25 kromě dalších letounů.
O letoun projevilo zájem ministerstvo národní obrany. Letoun v Československém letectvu létal pod vojenským označením Avia B-26. Bylo vyrobeno celkem 9 letounů. Dalším letounem, který na Avia BH-26 navázal, byl o rok později představený letoun Avia BH-28, který byl v podstatě "stejné" konstrukce. Byl však na požadavek rumunského letectva osazen britským dvouhvězdicovým motorem Armstrong Siddeley Jaguar.

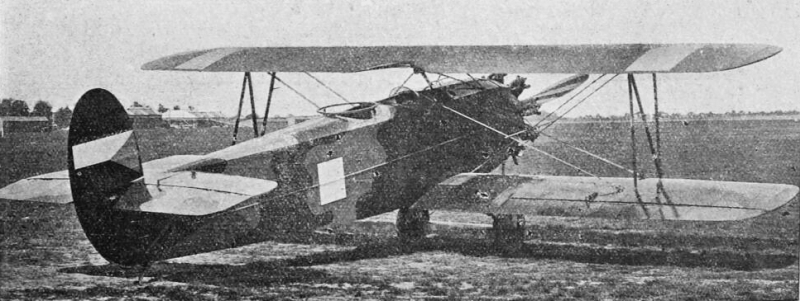
Avia BH-26 s kýlovkou (1927)

## Popis letounu
Avia BH-26 byl jednomotorový dvojmístný vzpěrový dvouplošník celodřevěné konstrukce s pevným podvozkem a ostruhou. Tento dvouplošník s jednokomorovým systémem mezikřídelních vzpěr, jehož obě křídla bez stupnění měla stejné rozpětí. Horní i dolní křídla měla dlouhá křidélka, na spodním křídle dynamicky vyvážená malou pomocnou ploškou. Svislá ocasní plocha prototypu byla zpočátku tvořena jen kormidlem bez kýlovky, jak bylo typické pro řadu raných konstrukcí Avia, ale později (v roce 1927) byla kýlovka doplněna. Pevný podvozek byl ostruhového typu. Pilot a pozorovatel/střelec seděli v otevřených kokpitech tandemového uspořádání, jak bylo od první světové války obvyklé u letounů této kategorie.
Oba kokpity byly těsně za křídly. Místo pozorovatele bylo vybaveno opatřeno otočným kulometem Lewis. Dva nebo jeden kulomet Vickers mohly být namontovány pevně, synchronizovaně s otáčením dvoulisté vrtule. Řízení bylo zdvojeno. Letoun mohl být vyráběn ve dvou alternativách. Jednak jako stíhací dvojsedadlový bitevní letoun, jednak jako průzkumný letoun.

## Specifikace

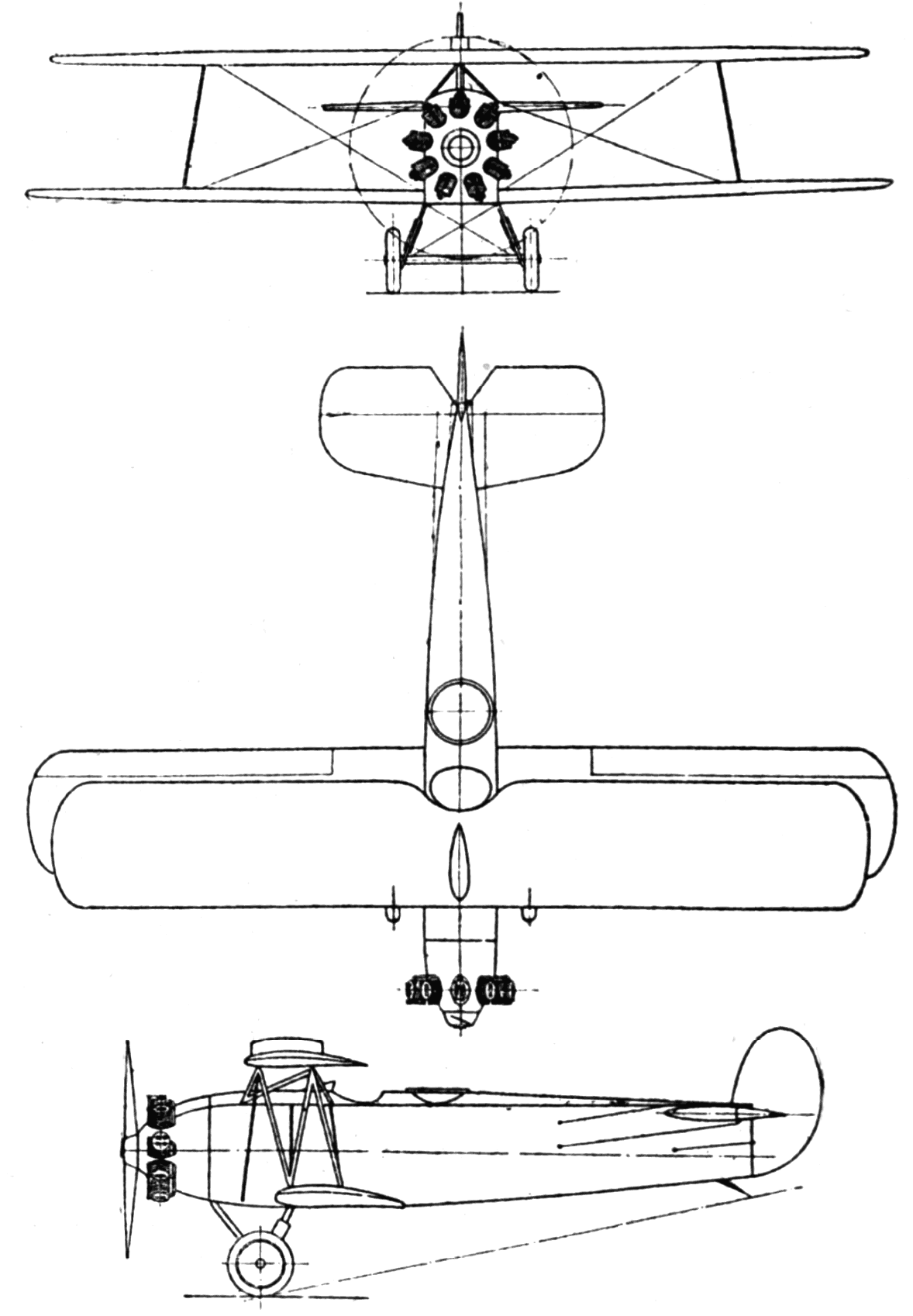
Třípohledový nákres v časopisu L'Aéronautique, leden 1927.

Údaje pro verzi z roku 1927 podle

### Hlavní technické údaje
- Osádka: 2 (pilot a střelec/pozorovatel)
- Rozpětí: 10,80 m
- Délka: 8,85 m
- Výška: 3,2 m
- Nosná plocha: 31,32 m2
- Plošné zatížení: 53 kg/m2
- Prázdná hmotnost: 1 030 kg
- Vzletová hmotnost: 1 630 kg
- Pohonná jednotka: 1 × vzduchem chlazený devítiválcový hvězdicový motor Walter Jupiter IV
  - nominální výkon: 308 kW (420 k) při 1750 ot/min
  - maximální, vzletový výkon: 330 kW (450 k) při 1850 ot/min
- Vrtule: dřevěná, dvoulistá s pevným nastavením listů

### Výkony
- Maximální rychlost: 242 km/h
- Cestovní rychlost: 220 km/h
- Minimální rychlost: 90 km/h
- Dostup: 8 500 m
- Stoupavost: výstup do 5 000 m za 15 minut
- Dolet: 530 km, 2 hodiny

### Výzbroj
- 2 × synchronizovaný kulomet Vickers ráže 7,7 mm (600 nábojů)
- 2 × pohyblivý kulomet Lewis ráže 7,7 mm